# Prelatura territoriale di Pompei
La prelatura territoriale di Pompei o della Beatissima Vergine Maria del Santissimo Rosario (in latino Praelatura Territorialis Pompeiana seu Beatissimae Virginis Mariae a SS.mo Rosario) è una sede della Chiesa cattolica in Italia suffraganea dell'arcidiocesi di Napoli appartenente alla regione ecclesiastica Campania. Nel 2023 contava 25.000 battezzati su 25.000 abitanti. È retta dall'arcivescovo Tommaso Caputo.

## Territorio
La prelatura comprende parte della città di Pompei e ha come cattedrale la pontificia basilica-santuario maggiore della Beatissima Vergine Maria del Santissimo Rosario di Pompei.
Il territorio è suddiviso in 5 parrocchie:
- Santissimo Salvatore
- Santa Maria Assunta in Cielo
- Maria Santissima Immacolata Concezione
- Sacro Cuore di Gesù
- San Giuseppe Sposo della Beata Vergine Maria

Le altre parrocchie di Pompei fanno capo all'arcidiocesi di Sorrento-Castellammare di Stabia.

## Storia
La storia del santuario della Madonna del Rosario di Pompei è legata a quella del beato Bartolo Longo, suo fondatore, e di sua moglie, la contessa de Fusco, con la quale condivise una vita al servizio dei più bisognosi.
Il santuario è stato eretto con le offerte spontanee dei fedeli di ogni parte del mondo. La sua costruzione ebbe inizio l'8 maggio 1876, con la raccolta dell'offerta di “un soldo al mese”. Primo a seguirne i lavori fu Antonio Cua, docente dell'Università di Napoli, che diresse gratuitamente la costruzione della parte rustica. Giovanni Rispoli, in seguito si occupò della decorazione e della monumentale facciata inaugurata nel 1901.
Il santuario fu eretto in basilica pontificia da papa Leone XIII il 4 maggio 1901.
Il 20 marzo 1926 è stata eretta la prelatura territoriale della Beatissima Vergine Maria del Santissimo Rosario con la bolla Beatissimae Virginis Mariae di papa Pio XI. Il nome fu modificato in quello attuale l'8 maggio 1951. L'8 maggio 1935, con il decreto Praelatura nullius della Congregazione Concistoriale, furono definiti i confini della prelatura con territorio scorporato dalla diocesi di Nola e da quella di Castellammare di Stabia.
È stato meta di pellegrinaggio da parte di papa Giovanni Paolo II, il 21 ottobre 1979 e il 7 ottobre 2003, di papa Benedetto XVI il 19 ottobre 2008 e di papa Francesco il 21 marzo 2015.
Il santuario è oggi meta di pellegrinaggi religiosi, ma anche di molti turisti affascinati dalla sua maestosità. Infatti ogni anno riceve la visita di oltre quattro milioni di persone. In particolare, l'8 maggio e la prima domenica di ottobre, decine di migliaia di pellegrini affollano la città di Pompei, per assistere alla pratica devozionale della supplica alla Madonna di Pompei che viene trasmessa in diretta radio-televisiva in tutto il mondo.

## Cronotassi dei vescovi
Si omettono i periodi di sede vacante non superiori ai 2 anni o non storicamente accertati.
- Carlo Cremonesi † (21 marzo 1926 - 27 settembre 1927 dimesso)
- Antonio Anastasio Rossi † (19 dicembre 1927 - 29 marzo 1948 deceduto)
- Roberto Ronca † (21 giugno 1948 - 20 dicembre 1955 dimesso)
  - Giovanni Foschini † (20 dicembre 1955 - 19 giugno 1957) (amministratore apostolico)
- Aurelio Signora † (12 marzo 1957 - 31 dicembre 1977 ritirato)
- Domenico Vacchiano † (30 marzo 1978 - 13 ottobre 1990 ritirato)
- Francesco Saverio Toppi, O.F.M.Cap. † (13 ottobre 1990 - 17 febbraio 2001 ritirato)
- Domenico Sorrentino (17 febbraio 2001 - 2 agosto 2003 nominato segretario della Congregazione per il culto divino e la disciplina dei sacramenti)
- Carlo Liberati (5 novembre 2003 - 10 novembre 2012 ritirato)
- Tommaso Caputo, dal 10 novembre 2012

## Statistiche
La prelatura territoriale nel 2023 su una popolazione di 25.000 persone contava 25.000 battezzati, corrispondenti al 100,0% del totale.
| anno | popolazione | popolazione | popolazione | presbiteri | presbiteri | presbiteri | presbiteri                | diaconi | religiosi | religiosi | parrocchie |
| anno | battezzati  | totale      | %           | numero     | secolari   | regolari   | battezzati per presbitero | diaconi | uomini    | donne     | parrocchie |
| ---- | ----------- | ----------- | ----------- | ---------- | ---------- | ---------- | ------------------------- | ------- | --------- | --------- | ---------- |
| 1950 | 10.500      | 10.600      | 99,1        | 20         | 8          | 12         | 525                       |         | 12        | 100       | 1          |
| 1969 | 15.530      | 16.000      | 97,1        | 53         | 41         | 12         | 293                       |         | 36        | 186       | 2          |
| 1980 | 18.921      | 18.950      | 99,8        | 58         | 46         | 12         | 326                       |         | 33        | 180       | 4          |
| 1990 | 20.120      | 20.300      | 99,1        | 47         | 39         | 8          | 428                       | 1       | 24        | 166       | 5          |
| 1999 | 21.300      | 21.800      | 97,7        | 54         | 42         | 12         | 394                       | 3       | 26        | 171       | 5          |
| 2000 | 21.500      | 22.000      | 97,7        | 50         | 38         | 12         | 430                       | 3       | 26        | 143       | 5          |
| 2001 | 21.750      | 22.050      | 98,6        | 52         | 42         | 10         | 418                       | 4       | 25        | 175       | 5          |
| 2002 | 21.750      | 22.050      | 98,6        | 52         | 42         | 10         | 418                       | 4       | 20        | 175       | 5          |
| 2003 | 21.750      | 22.050      | 98,6        | 51         | 41         | 10         | 426                       | 4       | 20        | 175       | 5          |
| 2004 | 24.550      | 25.916      | 94,7        | 50         | 40         | 10         | 491                       | 4       | 20        | 160       | 5          |
| 2013 | 25.200      | 26.140      | 96,4        | 47         | 42         | 5          | 536                       | 4       | 11        | 104       | 5          |
| 2016 | 25.000      | 26.000      | 96,2        | 48         | 42         | 6          | 520                       | 4       | 10        | 110       | 5          |
| 2019 | 25.500      | 25.500      | 100,0       | 39         | 39         |            | 653                       | 4       | 4         | 125       | 5          |
| 2021 | 25.000      | 25.000      | 100,0       | 38         | 38         |            | 657                       | 4       | 4         | 135       | 5          |
| 2023 | 25.000      | 25.000      | 100,0       | 34         | 34         |            | 735                       | 4       | 4         | 135       | 5          |